# Sœurs de fortune
Pour plus de détails, voir Fiche technique et Distribution.
Sœurs de fortune (Las hermanas fantásticas) est un film de comédie argentin réalisé par Fabiana Tiscornia et sorti en 2024.
Il met en vedette Sofía Morandi et Leticia Siciliani dans le rôle de deux sœurs qui se rencontrent après avoir hérité d'un appartement de leur défunt père, où elles trouvent une somme d'un million de dollars en euros.
Le film est diffusé dans le monde entier le 30 août 2024 sur Netflix.
Le film est annoncé en mars 2023 et le tournage commence en octobre de la même année à Buenos Aires sous la production de Patagonik Film Group,.

## Fiche technique
- Titre original : Las hermanas fantásticas
- Titre français : Sœurs de fortune
- Réalisation : Fabiana Tiscornia
- Scénario : Mariano Vera
- Photographie : Daniel Ortega
- Montage : Inti Nieto
- Musique : Sergei Grosny
- Production :
- Sociétés de production :
- Pays de production : Argentine
- Langue originale : espagnol
- Format : couleur
- Genre : comédie
- Durée : 82 minutes
- Dates de sortie[5] :
  - Netflix : 30 août 2024 (internet)

## Distribution
- Sofía Morandi : Jésica
- Leticia Siciliani : Ángela
- Andrea Garrote (es) : Inesita
- Mariano Saborido : Severino
- Lorena Vega : Pamela
- Ignacio Giménez : Marcelo
- Manuel Vignau : Ezequiel Barzenac
- José Manuel Espeche : Chichi
- Agustín Gagliardi : Tincho
- Luciano Borges : Osterfil
- Franco Rilla : Santiago
- Mónica Cabrera (es)